# Poševní předsíň
Poševní předsíň (latinsky: vestibulum vaginae) je podélná štěrbina či vkleslina mezi malými stydkými pysky (labia minora pudendi), která v poševním vchodu (ostium vaginae) přechází ve sliznici pochvy. Je pokrytá tenkou kůží a nachází se v ní celkem pět otvorů: ústí močové trubice (urethra), vývody párových Skeneho žláz, vývody párových Bartholiniho žláz, vlastní poševní vchod a u panen přechází poševní předsíň v panenskou blánu (hymen). Nad poševní předsíní se nachází předkožka klitorisu, která kryje klitoris. Ústí močové trubice se nachází přibližně 2 centimetry pod klitorisem, vývody Skeneho žláz se nachází bezprostředně u tohoto ústí a vývod Bartholiniho žláz se nachází ve spodní části poševní předsíně.
Po stranách poševní předsíně je uloženo párové topořivé těleso (erektilní orgán), které se jmenuje bulbus vestibuli. Toto topořivé těleso má kapkovitý tvar a je tvořeno žilní pletení.

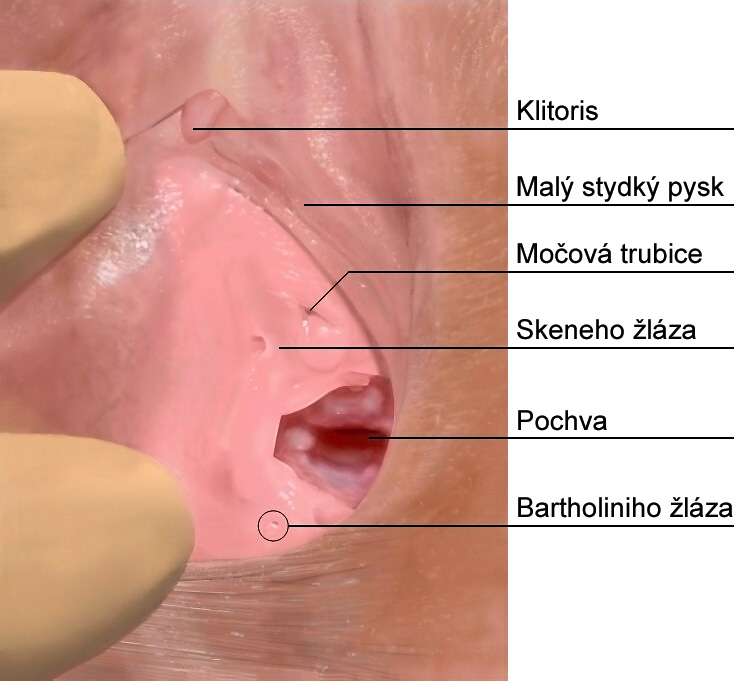
Podrobný obrázek s vyznačením ústí jednotlivých otvorů